# St. Nikolaus (Pöllwitz)

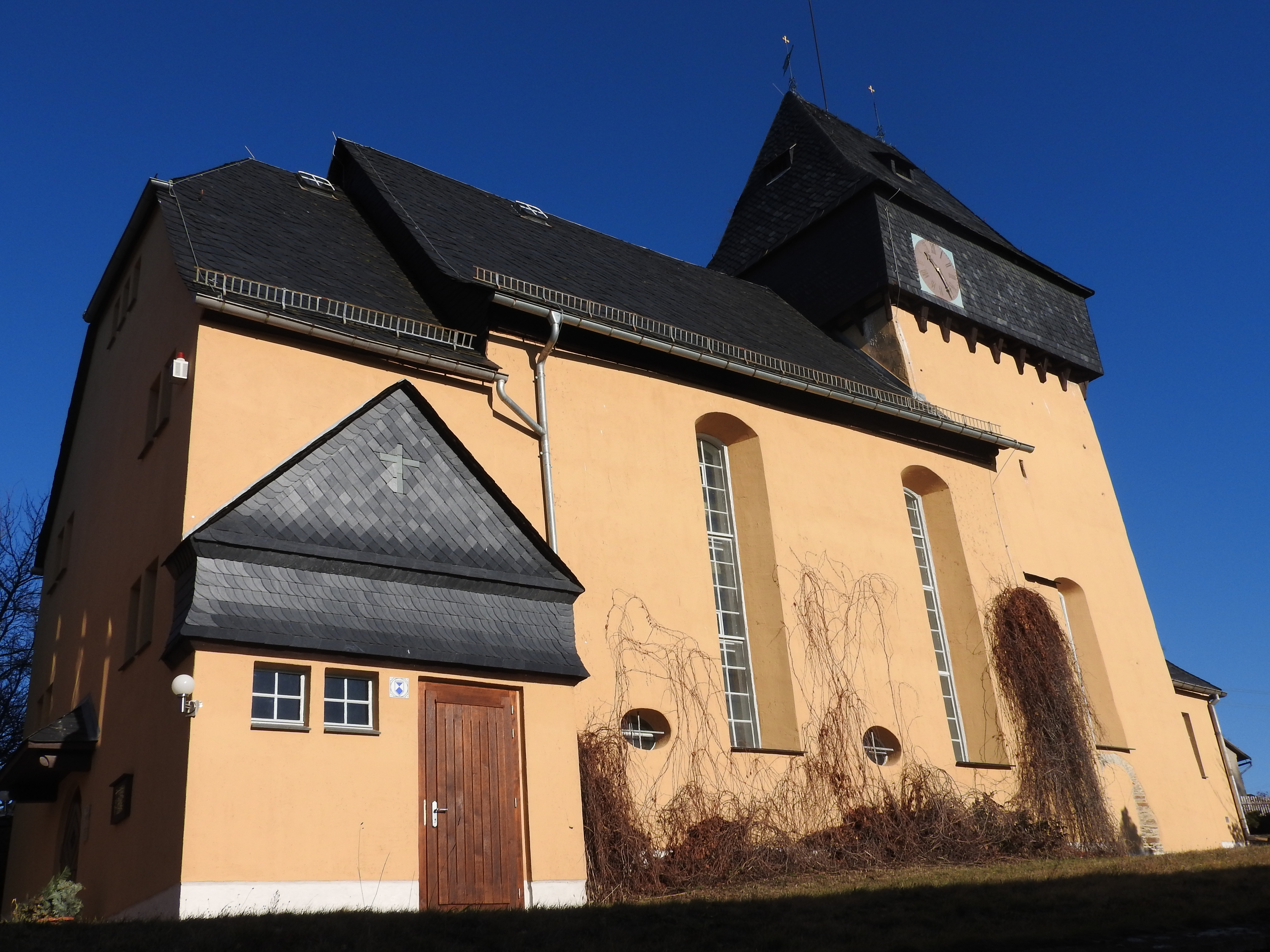
St.-Nikolaus-Kirche in Pöllwitz

Die evangelische Wehrkirche St. Nikolaus steht im Ortsteil Pöllwitz der Stadt Zeulenroda-Triebes im Landkreis Greiz in Thüringen. Sie gehört zum Pfarrbereich Pöllwitz-Schönbach im Kirchenkreis Greiz der Evangelischen Kirche in Mitteldeutschland.

## Geschichte
Die Gemeinde Pöllwitz wird erstmals in einem Ablassbrief vom Erzbischof und zehn Bischöfen am 21. November 1340 erwähnt.

## Architektur
Die Dorfkirche mit wehrhaftem Charakter an der alten Handelsstraße Pausa-Weida stammt teilweise noch aus einer romanischen Bauphase. Der heutige Kirchenbau ist allerdings im Wesentlichen erst im 16. Jahrhundert erbaut worden. 
Mehrfache Restaurierungen erfolgten im 16. bis 19. Jahrhundert, zuletzt 1977–78.
Das Langhaus wird von schmalen hohen Korbbogenfenstern erhellt und endet in einem eingezogenen Chor mit rechteckiger Apsis. Ein jüngerer Vorbau ist in Westen, südlich vom Chor sind weitere Gebäudeteile angefügt. Der Innenraum wird durch eine Flachdecke geschlossen, der Chor mit einem Kreuzgratgewölbe mit Rankenmalereien, welche zum größten Teil aus dem 19. Jahrhundert stammen. Zweigeschossige Emporen sind ebenfalls mit ornamentaler Felderbemalung versehen. Der Kanzelaltar ist ein Werk des 18. Jahrhunderts.

## Orgel

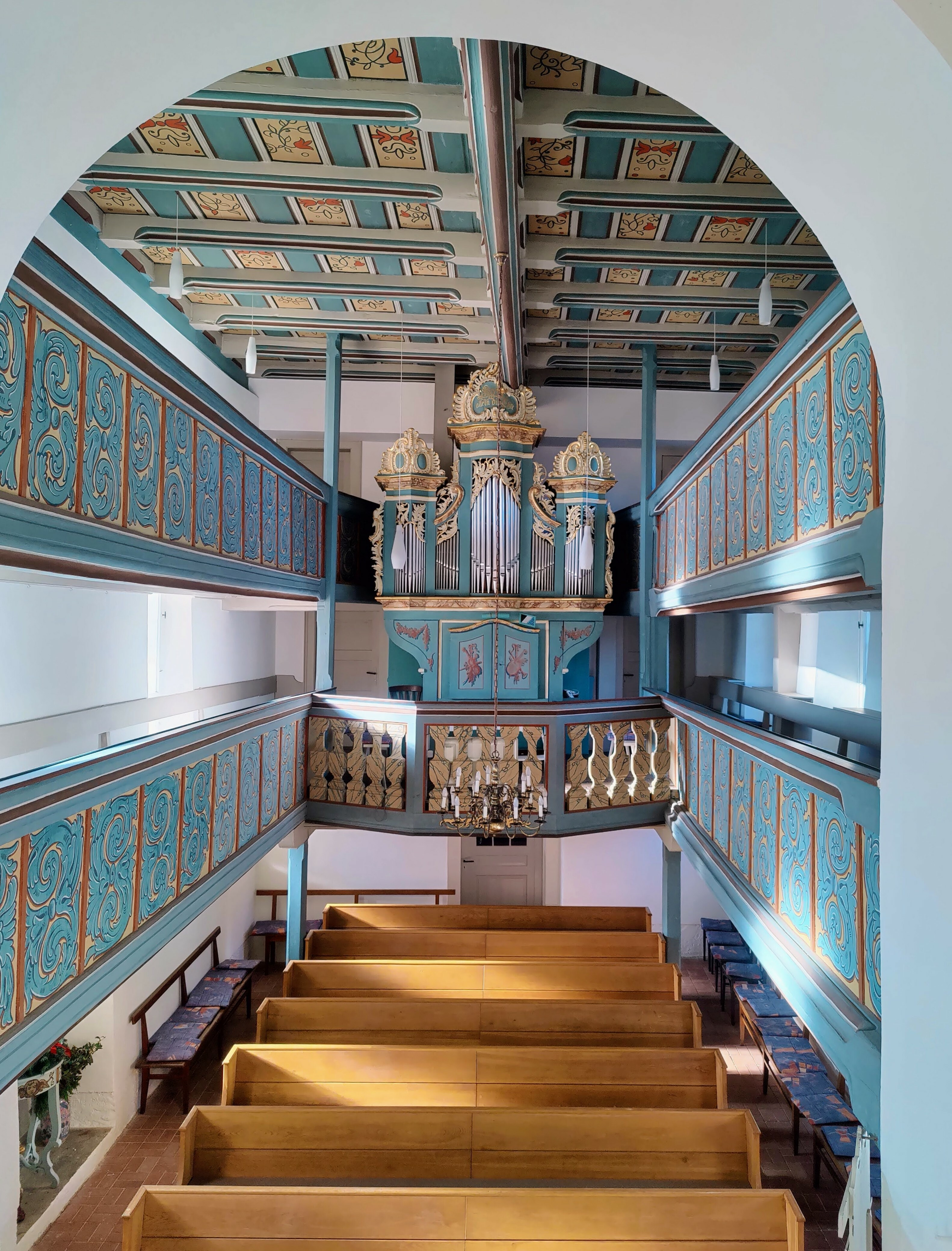
Innenraum, Blick zur Orgel (2023)

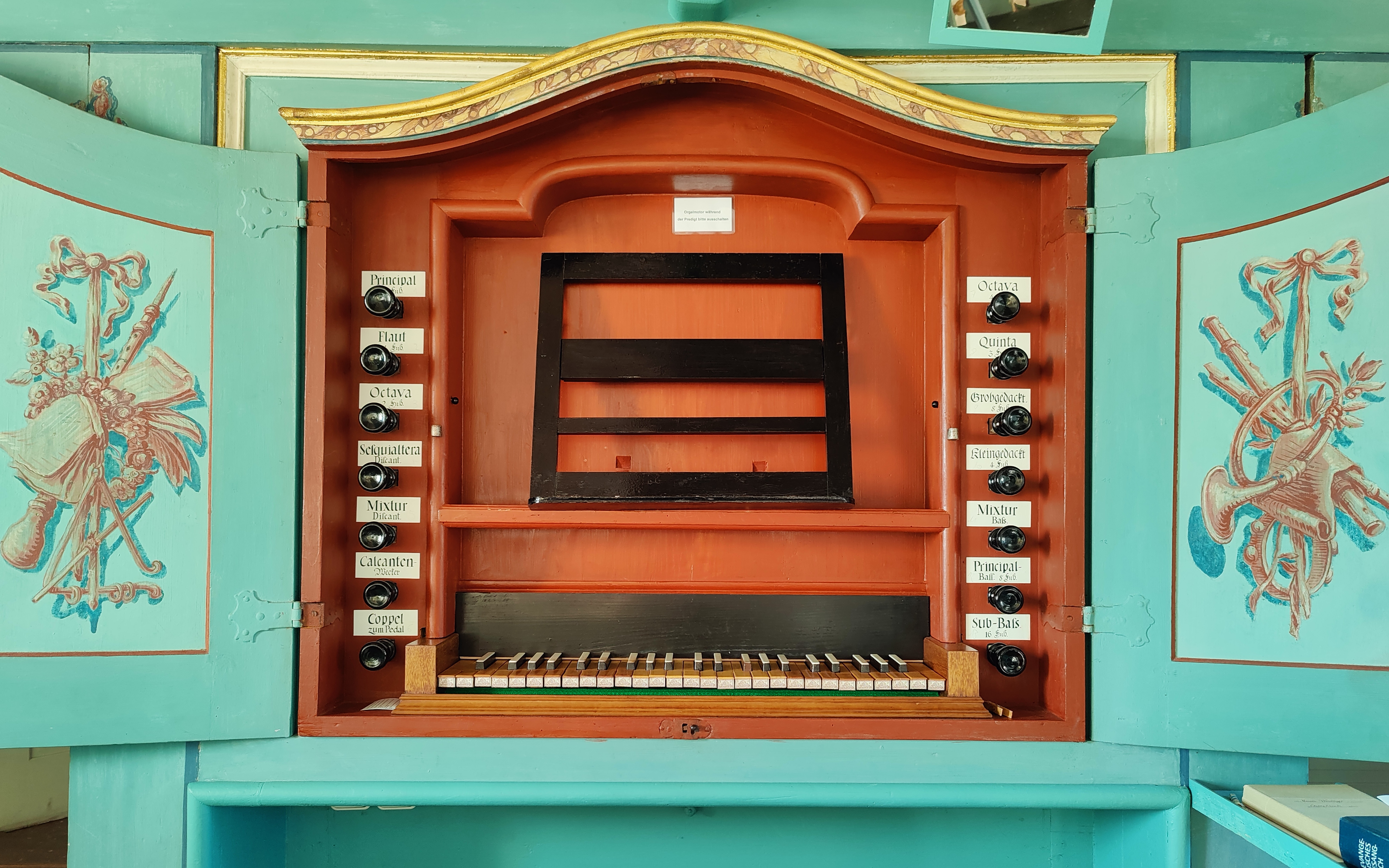
Spielschrank der Orgel

Die Orgel wurde 1764 von Johann Tobias Hiebe aus Schleiz erbaut, 1910/11 und 1952 umgebaut, und 2008–2009 von Olaf Schreiber auf den Ursprungszustand restauriert. Das Instrument verfügt über 11 Register auf einem Manual und Pedal. Die Disposition lautet:
| I Manual CD–c3 |    |
| Principal      | 8' |
| Grobgedackt    | 8' |
| Octava         | 4' |
| Flaut          | 4' |
| Kleingedackt   | 4' |
| Quinta         | 3' |
| Octava         | 2' |
| Sesquialtera D |    |
| Mixtur B/D     |    |

| Pedal CD–c1   |     |
| Sub-Baß       | 16' |
| Principal-Baß | 8'  |

- Koppel: I/P
- Calcanten-Wecker